# Vrbanja (Hadžići)
Vrbanja är en ort i Bosnien och Hercegovina. Den ligger i entiteten Federationen Bosnien och Hercegovina, i den centrala delen av landet, 23 km väster om huvudstaden Sarajevo. Vrbanja ligger 717 meter över havet och antalet invånare är 394.
Terrängen runt Vrbanja är huvudsakligen kuperad, men åt sydost är den bergig. Närmaste större samhälle är Konjic, 17,6 km sydväst om Vrbanja.
Omgivningarna runt Vrbanja är en mosaik av jordbruksmark och naturlig växtlighet. Runt Vrbanja är det ganska tätbefolkat, med 93 invånare per kvadratkilometer.